# Cuộc thi sắc đẹp
Cuộc thi sắc đẹp là cuộc thi mang tính truyền thống tập trung vào việc đánh giá và xếp hạng các chỉ số hình thể của các thí sinh. Các cuộc thi hiện nay đã phát triển để bao gồm vẻ đẹp bên trong, với các tiêu chí bao gồm đánh giá về nhân cách, trí thông minh, tài năng, tính cách và việc tham gia từ thiện, thông qua các cuộc phỏng vấn riêng với giám khảo và trả lời các câu hỏi công khai trên sân khấu. Thuật ngữ cuộc thi sắc đẹp ban đầu dùng để chỉ Tứ đại Hoa hậu (Big Four).
Cuộc thi sắc đẹp bao gồm các cuộc thi dành cho nữ (với các danh hiệu Hoa hậu, Á hậu, Hoa khôi, Á khôi, Nữ hoàng, Á hoàng, Người đẹp) và dành cho nam (với các danh hiệu Nam vương, Hoa vương, Á vương, Quý ông); ngoài ra còn có các cuộc thi dành cho các đối tượng khác như phụ nữ đã lập gia đình (Hoa hậu Quý bà, Hoa hậu Doanh nhân...), thanh thiếu niên (Nam vương Thiếu niên, Hoa hậu Thiếu niên, Hoa hậu Tuổi teen hay Miss Teen) hay dành cho người thuộc cộng đồng LGBT (Hoa hậu chuyển giới, Nam vương chuyển giới, Hoa hậu Bình đẳng...). Hàng năm, có tới hàng trăm, thậm chí hàng nghìn cuộc thi sắc đẹp diễn ra trên khắp thế giới. Tuy nhiên, hiện có bốn cuộc thi sắc đẹp được xem là có quy mô và uy tín nhất hay Tứ đại Hoa hậu (Big 4): Hoa hậu Hoàn vũ, Hoa hậu Thế giới, Hoa hậu Quốc tế và Hoa hậu Trái Đất. Người chiến thắng của mỗi cuộc thi sắc đẹp sẽ nhận được vương miện, băng gôn, hoa, cúp, tiền thưởng, các hiện vật có giá trị tinh thần và kỷ niệm.
Đến đầu thế kỷ 21, mức độ quan tâm đến các cuộc thi sắc đẹp tại Bắc Mỹ, châu Âu và Đông Á đã suy giảm nhanh chóng, nguyên nhân xuất phát từ những chỉ trích về những điều bị cho là "hữu danh vô thực" mà các cuộc thi này mang lại, sự phê phán việc đánh giá chấm điểm cơ thể người phụ nữ, đồng thời do những hoạt động giải trí tại các quốc gia này đã trở nên phát triển hơn thời kỳ trước. Điều này khiến làn sóng phản đối các cuộc thi sắc đẹp ở các quốc gia này ngày càng lớn. Trái lại, những quốc gia Nam Mỹ và Đông Nam Á vẫn tiếp tục tích cực tổ chức các cuộc thi hoa hậu, việc này được cho là đáp ứng ham muốn dùng sắc đẹp để đổi lấy sự giàu sang, tâm lý thích "hư danh" của công chúng.

## Lịch sử

### Những năm đầu

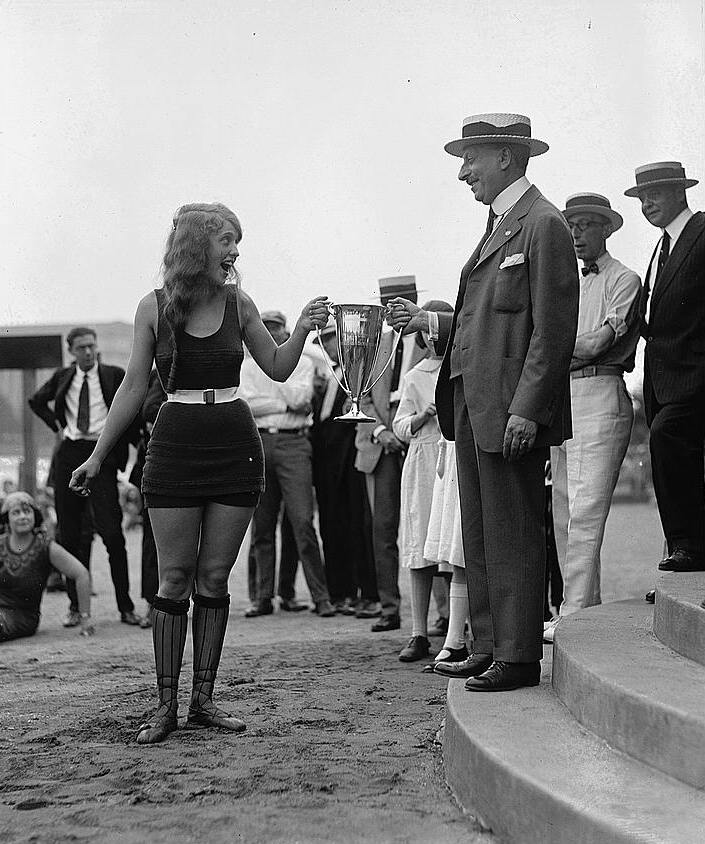
Người phụ nữ nhận giải thưởng khi chiến thắng một cuộc thi sắc đẹp, năm 1922

Thường niên một số quốc gia tại châu Âu từ thời Trung Cổ đã bắt đầu có các cuộc thi sắc đẹp, điển hình là vào ngày 1 tháng 5 tại nước Anh họ đã tổ chức một cuộc thi gọi là Nữ hoàng tháng Năm (May Queen). Đối với một số quốc gia châu lục khác, như Mỹ. Doanh nhân Phineas Taylor Barnum đã tổ chức cuộc thi hoa hậu Mỹ hiện đại đầu tiên vào năm 1854, nhưng cuộc thi sắc đẹp của ông đã bị đóng cửa sau sự phản đối của công chúng. Đối với Việt Nam thì có cuộc thi tuyển chọn "nữ tú".

### Cuộc thi cấp quốc gia
Một cuộc thi sắc đẹp cấp quốc gia chính thức đầu tiên được ghi nhận được tổ chức tại Spa, Bỉ. Các cuộc thi như thế này bắt đầu phổ biến vào những năm 1880 đến năm 1888, cục diện của các cuộc thi sắc đẹp cấp quốc gia bắt đầu thay đổi khi Mỹ tổ chức cuộc thi "Miss America" vào năm 1921. Cuộc thi "Miss America" thành lập năm 1921 tại thành phố Atlantic, New Jersey và vẫn hoạt động lâu dài sau đó đã trở thành bước tiến cho các cuộc thi cấp quốc gia khác.

### Cuộc thi cấp quốc tế
Cuộc thi săc đẹp cấp quốc tế đầu tiên là cuộc thi International Pageant of Pulchritude, do CE Barfield thành có trụ sở chính thức tại Galveston, Texas. Cuộc thi bắt đầu từ năm 1926 và là hình mẫu của các cuộc thi sắc đẹp hiện đại.

### Sau thế chiến thứ 2
Sự nổi tiếng của cuộc thi Hoa hậu Mỹ (Miss America) đã thúc đẩy các tổ chức khác thành lập các cuộc thi tương tự vào những năm 1950 và hơn thế nữa. Một số là quan trọng trong khi những người khác là tầm thường, chẳng hạn như cuộc thi Reina. Cuộc thi Hoa hậu Thế giới bắt đầu từ năm 1951, Hoa hậu Hoàn vũ bắt đầu từ năm 1952 cũng như cuộc thi tìm kiếm đại diện cho Mỹ tại cuộc thi này là Hoa hậu Mỹ (Miss USA). Hoa hậu Quốc tế bắt đầu từ năm 1960. Hoa hậu Châu Á Thái Bình Dương Quốc tế bắt đầu từ năm 1968 là cuộc thi sắc đẹp đầu tiên và lâu đời nhất ở Châu Á.  Cuộc thi Hoa hậu Mỹ da đen bắt đầu vào năm 1968 để đáp lại việc loại phụ nữ Mỹ gốc Phi khỏi cuộc thi Hoa hậu Mỹ. Tổ chức Hoa hậu Hoàn vũ bắt đầu tổ chức Hoa hậu Tuổi Teen Mỹ (Miss Teen USA) vào năm 1983 dành cho nhóm tuổi 14-19. Hoa hậu Trái Đất bắt đầu vào năm 2001, kênh truyền hình của các cuộc thi sắc đẹp như một công cụ hữu hiệu để tích cực thúc đẩy việc bảo tồn môi trường. Những cuộc thi này vẫn tiếp tục cho đến ngày nay.

## Chỉ trích

### Phần thi áo tắm

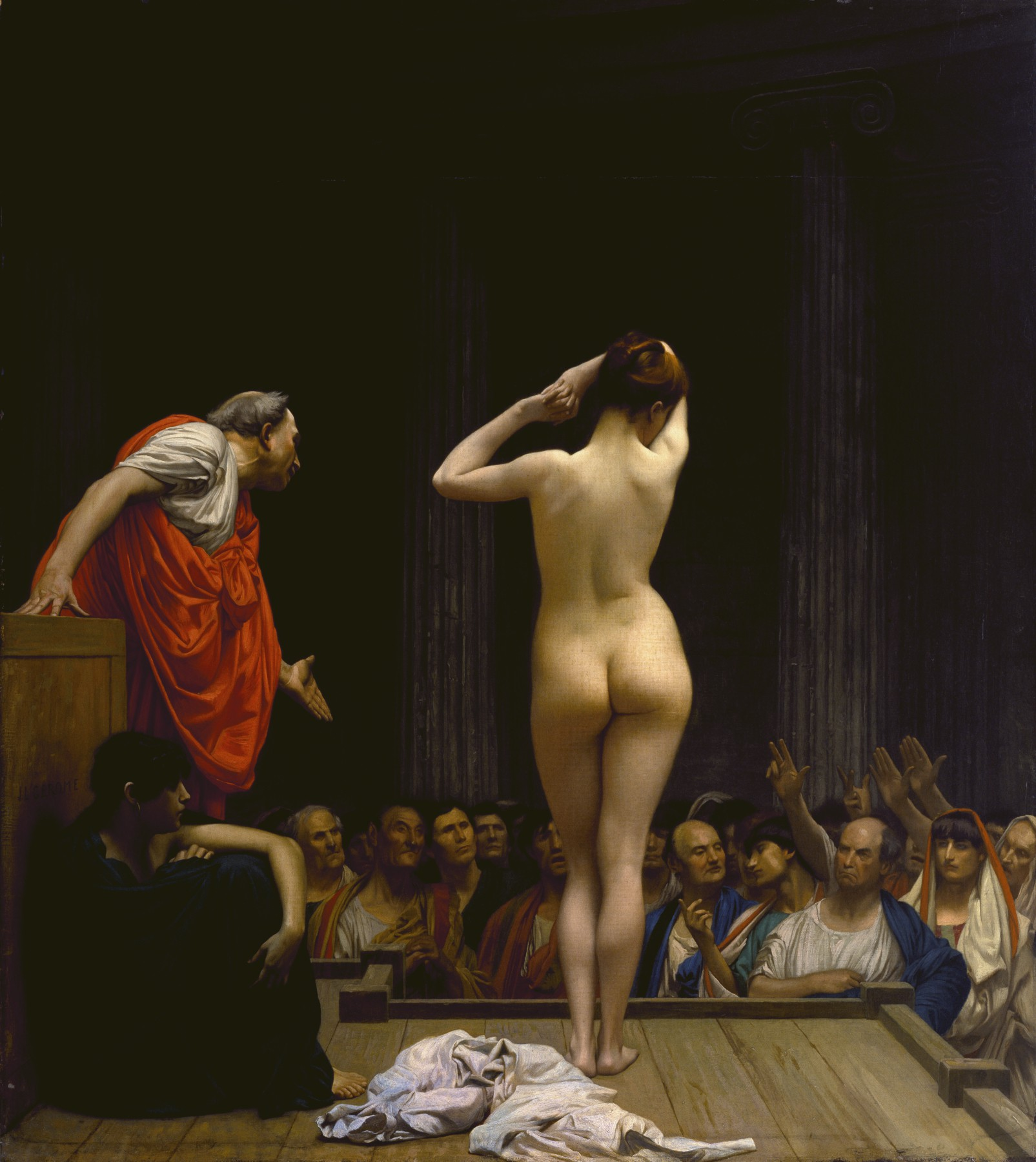
Nhiều tổ chức nữ quyền phê phán màn thi bikini trong cuộc thi hoa hậu chính là tàn dư của thời trung cổ, khi những nữ nô lệ phải công khai phô diễn cơ thể trần trụi trên sân khấu để người xem chấm điểm và bình phẩm

Yêu cầu thí sinh mặc áo tắm là một khía cạnh gây tranh cãi trong các cuộc thi khác nhau. Tranh cãi càng dâng cao khi bikini ngày càng phổ biến sau khi được giới thiệu vào năm 1946. Trang phục bikini bị cấm tham gia cuộc thi Hoa hậu Mỹ năm 1947 vì những người phản đối Công giáo La Mã. Khi cuộc thi Hoa hậu Thế giới bắt đầu vào năm 1951, đã có một làn sóng phản đối kịch liệt khi người chiến thắng đăng quang trong trang phục bikini. Giáo hoàng Pius XII lên án việc trình diễn trang phụ hở hang như bikini là một tội lỗi rất nghiêm trọng và là sự hủy hoại các giá trị đạo đức Ki-tô giáo, và các quốc gia có truyền thống tôn giáo đe dọa rút các đại diện. Bộ bikini đã bị cấm cho các cuộc thi trong tương lai và các cuộc thi khác.
Mãi cho đến cuối những năm 1990, chúng mới được phép trở lại, nhưng vẫn gây ra tranh cãi khi các trận chung kết được tổ chức ở những quốc gia mà bikini (hay đồ bơi nói chung) bị xã hội phản đối. Ví dụ, vào năm 2003, Vida Samadzai đến từ Afghanistan đã gây náo động ở quê nhà khi cô tham gia cuộc thi Hoa hậu Trái Đất trong bộ bikini màu đỏ. Cô bị Tòa án Tối cao Afghanistan lên án, cho rằng việc phô bày cơ thể phụ nữ như vậy là vi phạm luật Hồi giáo và văn hóa Afghanistan.
Năm 2012, ban tổ chức cuộc thi Hoa hậu Italia thông báo cấm thí sinh mặc bikini dự thi. Họ chỉ chấp nhận những bộ áo tắm một mảnh hoặc áo tắm kiểu cổ điển, kín đáo như ở thập niên 1950. Patrizia Mirigliani - nhà tổ chức Miss Italia - cho hay quyết định này nằm trong nỗ lực nhằm đưa cuộc thi về với "vẻ đẹp cổ điển". Việc loại bỏ bikini cũng đồng thời mang lại "yếu tố tao nhã" cho sàn đấu sắc đẹp này. Năm 2013, vòng thi áo tắm của cuộc thi Hoa hậu Thế giới đã phải chuyển thành trang phục đi biển sarong vì các cuộc biểu tình của người Hồi giáo ở Bali (Indonesia), nơi diễn ra cuộc thi. Năm 2015, cuộc thi Hoa hậu Thế giới đã chính thức loại bỏ phần thi áo tắm khỏi cuộc thi của mình. Năm 2016, Hoa hậu Tuổi Teen Mỹ (Miss Teen USA) chuyển phần thi áo tắm thành phần thi trang phục thể thao. Năm 2018, Hoa hậu Mỹ (Miss America) loại bỏ phần thi áo tắm sau 97 năm. Năm 2019, lần đầu tiên cuộc thi Hoa hậu Venezuela sẽ không công bố số đo 3 vòng (vòng ngực, vòng eo, vòng hông) của 24 thí sinh tham dự nữa, dù đây là quốc gia nổi tiếng về thi hoa hậu. Quyết định này được đưa ra do các cuộc thi nhan sắc đang đối mặt với những chỉ trích của công luận vì quá chú trọng tới vẻ đẹp hình thể. Cô Gabriela Isler, người phát ngôn của cuộc thi Hoa hậu Venezuela và cũng là Hoa hậu Hoàn vũ 2013, nói: "Vẻ đẹp của một phụ nữ không phải là 90, 60, 90… Nó được đo bằng tài năng của mỗi người"
Năm 2017, Carousel Productions bị chỉ trích vì tổ chức phần thi phản cảm với phụ nữ trong cuộc thi Hoa hậu Trái Đất 2017, nơi các thí sinh mặc đồ bơi trong sự kiện với tấm màn che mặt trong Người đẹp Hình thể, một phân đoạn được giới thiệu lần đầu tiên trong cuộc thi Hoa hậu Trái Đất Philippines 2017.
Các tổ chức đấu tranh vì quyền phụ nữ trên thế giới đã phê phán phần thi bikini trong các cuộc thi sắc đẹp, vì ở đó công chúng thoải mái buông ra những lời nhận xét khiếm nhã (dù vô tình hay cố tình) có thể làm tổn thương phụ nữ. Màn thi bikini đã trực tiếp cổ vũ tâm lý coi cơ thể phụ nữ là vật trưng bày mua vui, hạ thấp nhân phẩm phụ nữ, nhiều cô gái tham dự đã trở thành đối tượng bị chê bai, xúc phạm nặng nề chỉ vì cơ thể họ có khiếm khuyết Có người đã chỉ ra rằng: nhiều người cổ vũ màn thi bikini vì nó khiến họ có thể được săm xoi cơ thể hở hang của các người đẹp, nhưng "nếu đặt mình vào vị trí phụ huynh hoặc người thân của thí sinh, liệu họ sẽ cảm thấy thế nào khi chứng kiến cô con gái non nớt của mình phô bày thân thể trước hàng triệu người xa lạ như vậy?" Có quan điểm còn cho rằng màn thi bikini là tàn tích xa xưa của việc mua bán nô lệ, tại đó nữ nô lệ bị lột trần trên sân khấu để hàng nghìn người định giá thông qua việc soi xét cơ thể trần trụi của họ.
Cuộc đấu tranh lâu dài của các nhóm nữ quyền đã bước đầu có kết quả và làm ban tổ chức các cuộc thi hoa hậu ở các quốc gia khác phải suy nghĩ lại. Đến đầu thập niên 2010, nhiều cuộc thi hoa hậu trên thế giới bắt đầu loại bỏ phần thi trang phục bikini do những chỉ trích về văn hóa và đạo đức. Các cuộc thi này nhận thấy việc buộc thí sinh mặc trang phục bikini diễu qua lại trước đông đảo người xem không phải là "tôn vinh nét đẹp", mà là sự thiếu tôn trọng đối với phụ nữ, đó là một dạng lợi dụng cơ thể hở hang, thiếu vải của phụ nữ để câu khách. Một xã hội văn minh, coi trọng nhân phẩm phụ nữ cần phải chấm dứt những màn thi buộc phụ nữ phải mặc trang phục hở hang, thiếu vải, chịu sự săm xoi của khán giả về những ưu khuyết điểm trên cơ thể họ. Trong xã hội hiện nay, vấn đề bình đẳng giới, quyền phụ nữ ngày càng được coi trọng, nâng cao thì việc thi bikini bị loại bỏ ở các cuộc thi nhan sắc được coi là chuyện sớm muộn sẽ xảy ra.

### Quyền phụ nữ
Các cuộc thi sắc đẹp thường xuyên nhận chỉ trích và cáo buộc củng cố thêm định kiến về ngoại hình của nữ giới, điều này khiến nhiều phụ nữ phải chịu áp lực về tiêu chuẩn cái đẹp mà cuộc thi nhan sắc tạo ra, họ dành nhiều thời gian, tiền bạc cho thời trang, mỹ phẩm, kiểu tóc và thậm chí là cả phẫu thuật thẩm mỹ. Một số phụ nữ ăn kiêng đến mức hại sức khỏe mình để theo chuẩn tiêu chí hình thể đã tồn tại nhiều năm.
Mạng lưới Nữ quyền Luân Đôn lập luận rằng thay vì trao quyền, các cuộc thi sắc đẹp lại thể hiện điều ngược lại: khách quan hóa phụ nữ, khiến phụ nữ nghĩ rằng làm đẹp và trở nên hấp dẫn là nghĩa vụ của họ.
Việc chấm điểm người phụ nữ bằng những con số, tính toán định lượng cũng nhận về nhiều lời chỉ trích. Sắc đẹp trở thành một hệ số trong việc xếp hạng các thí sinh, và kiểu tính điểm này ngày nay vẫn tồn tại một cách hệ thống ở mọi cuộc thi. Trong một chiều hướng ngược lại, một số nhà nghiên cứu cho rằng việc chấm điểm có thể củng cố các kỹ năng, chẳng hạn như kỹ năng giao tiếp ứng xử, tự tin nói trước đám đông, những điều này hữu ích cho con đường sự nghiệp tương lai.
Ngay cả sau khi tiêu chuẩn cái đẹp trở nên đa dạng vào cuối thế kỷ 20, vẫn tồn tại quan niệm sai lầm rằng hình mẫu lý tưởng của vẻ đẹp truyền thống là những người phụ nữ da trắng.

### Những vụ bê bối
Đã có rất nhiều vụ bê bối trong ngành công nghiệp thi sắc đẹp. Những vụ bê bối còn nổi tiếng hơn sau khi các cuộc thi sắc đẹp được công chúng biết đến rộng rãi.
Năm 2012, một tờ báo của Nga công bố video việc bà Lorraine Schuck, chủ tịch cuộc thi Hoa hậu Trái Đất thương lượng về việc mua giải với các phóng viên điều tra giả dạng làm khách hàng. Năm 2018, 3 thí sinh của cuộc thi này gồm các hoa hậu đến từ Canada, Anh và Guam đã tố cáo bị một nhà tài trợ quấy rối tình dục nhưng khi thông báo với ban tổ chức, họ không hề nhận được sự giúp đỡ nào.
Vào năm 2016, Nawat Itsaragrisil – chủ tịch Hoa hậu Hòa bình Quốc tế – miệt thị ngoại hình đại diện Iceland Arna Ýr Jónsdóttir bằng câu "cô ta quá béo và cần phải giảm cân" trước thềm chung kết cuộc thi được tổ chức tại Las Vegas vào năm 2016. Cuộc thi này cũng gặp phải bê bối về chính trị vào năm 2022, hai thí sinh đại diện cho Nga và Ukraina được tổ chức ghép chung phòng trong bối cảnh xung đột quân sự vẫn đang diễn ra giữa hai nước. Vấn đề này đã gây ra một cuộc thảo luận gây gắt trên mạng xã hội vì tình hình chính trị căng thẳng giữa hai quốc gia này.

## Các cuộc thi sắc đẹp quốc tế lớn
Thuật ngữ "cuộc thi sắc đẹp" phần lớn đề cập đến các cuộc thi dành cho phụ nữ. Các cuộc thi quốc tế lớn dành cho phụ nữ bao gồm cuộc thi Hoa hậu Thế giới, Hoa hậu Hoàn vũ, Hoa hậu Quốc tế , Hoa hậu Trái Đất. Đây được coi là cuộc thi Big 4, bốn cuộc thi sắc đẹp quốc tế lớn nhất và nổi tiếng nhất dành cho phụ nữ độc thân hoặc chưa kết hôn.
| Tên cuộc thi                         | Thành lập        | Số lần Việt Nam tham gia | Thông điệp                    | Quốc gia trụ sở | Ghi chú |
| Hoa hậu Hoàn vũ (Miss Universe)      | 28 tháng 6, 1952 | 14                       | Vẻ đẹp tự tin                 | Thái Lan        | .       |
| Hoa hậu Thế giới (Miss World)        | 29 tháng 7, 1951 | 20                       | Sắc đẹp vì mục đích cao cả    | Anh Quốc        | [ 74 ]  |
| Hoa hậu Quốc tế (Miss International) | 12 tháng 8, 1960 | 17                       | Tình yêu, Hòa bình và Sắc đẹp | Nhật Bản        | [ 75 ]  |
| Hoa hậu Trái Đất (Miss Earth)        | 3 tháng 4, 2001  | 25                       | Sắc đẹp vì một mục tiêu       | Philippines     | [ 76 ]  |

### Các vụ truất ngôi
- Tại cuộc thi Hoa hậu Thế giới có 3 lần truất ngôi
  - Năm 1973, Marjorie Wallace đến từ Hoa Kỳ, người đã đăng quang Hoa hậu Thế giới và từng tuyên bố rằng "với tư cách là Hoa hậu Thế giới, tôi có thể được hẹn hò với bất kỳ người đàn ông nào mà tôi chọn", sau đó cô đã hẹn hò với một loạt người nổi tiếng trong đó có George Best.[77] Cô bị truất ngôi ba tháng sau khi đăng quang.[78]
  - Sau khi đăng quang Hoa hậu Wales và sau đó là Hoa hậu Vương quốc Anh, Helen Morgan đã tranh tài và đoạt giải Hoa hậu Thế giới 1974.[79][80] Tuy nhiên cô bị phát hiện đã làm mẹ và bị nêu tên trong một vụ ly hôn. Điều này dẫn đến việc cô phải từ bỏ ngôi vị sau khi đăng quang 4 ngày. Cô được thay thế bởi Á hậu 1 đến từ Nam Phi, Anneline Kriel.[81]
  - Gabriella Brum đến từ Tây Đức có thời gian đương nhiệm ngắn nhất trong lịch sử Hoa hậu Thế giới khi cô từ chức 18 giờ sau khi đăng quang Hoa hậu Thế giới 1980.[77][82] Cô cho biết rằng bạn trai của cô không đồng ý cuộc thi, nhưng sau đó người ta tiết lộ rằng cô đã chụp ảnh khỏa thân; sau đó cô chuyển đến Hoa Kỳ và làm người mẫu khỏa thân cho Playboy. Á hậu 1 Kimberley Santos của đảo Guam thay thế Brum.[83][84]
- Tại Hoa hậu Hoàn vũ, Oxana Fedorova của Nga đã đăng quang Hoa hậu Hoàn vũ 2002 và bị truất ngôi 4 tháng sau đó vì không thể hoàn thành nghĩa vụ của mình.[85][86] Cô là người đầu tiên bị truất ngôi trong lịch sử Hoa hậu Hoàn vũ. Cô được thay thế bởi Á hậu 1 Justine Pasek của Panama.[87] Trong những năm đầu tiên, có hai trường hợp đương kim Hoa hậu Hoàn vũ chọn từ chức: Armi Kuusela, Hoa hậu Hoàn vũ 1952 đến từ Phần Lan,.[88][89][90] người từng là người chiến thắng Hoa hậu Hoàn vũ đầu tiên đã từ bỏ vương miện của mình trong vòng chưa đầy một năm để kết hôn với doanh nhân người Philippines Virgilio Hilario trong khi Amparo Muñoz, Hoa hậu Hoàn vũ 1974 của Tây Ban Nha từ chối đến Nhật Bản và thay vào đó từ chức sau sáu tháng.[91] Tuy nhiên, vì cuộc thi hoa hậu không có quy định cụ thể nào về việc từ chức vào thời điểm đó, họ được phép giữ danh hiệu của mình.[92][93]
- Trong cuộc thi Hoa hậu Trái đất, người chiến thắng năm 2002, Dzejla Glavovic của Bosnia và Herzegovina đã bị truất ngôi vương miện 6 tháng sau khi cô ấy không xuất hiện tại một số sự kiện về môi trường.[94][95] Theo Carousel Productions, nhà tổ chức cuộc thi Hoa hậu Trái đất, Glavovic đã bị truất ngôi vì "không thể hoàn thành nghĩa vụ và trách nhiệm với tư cách là người có danh hiệu Hoa hậu Trái Đất, theo các quy tắc và quy định của Hoa hậu cũng như hợp đồng mà cô ấy đã ký." Á hậu 1 Winfred Omwakwe của Kenya vào ngôi Hoa hậu Trái Đất 2002.[96][97][98]
- Tại Hoa hậu Quốc tế,[99] Ikumi Yoshimatsu, Hoa hậu Quốc tế 2012 là người giành được danh hiệu đầu tiên của cuộc thi đến từ Nhật Bản[100][101] bị truất ngôi ngay trước khi kết thúc thời gian nhiệm kỳ của cô.[102][103][104]

## Tại Việt Nam

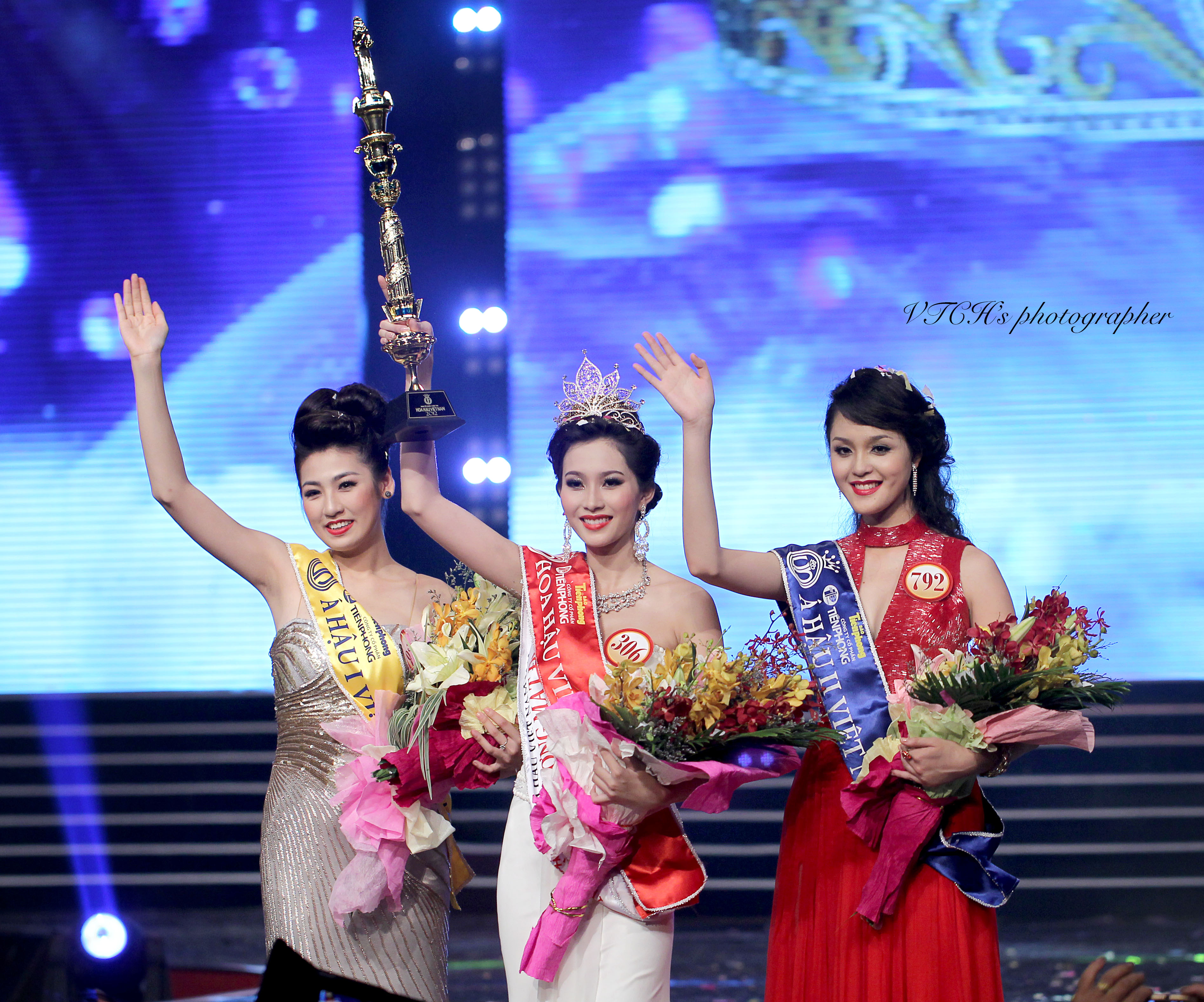
Hoa hậu Việt Nam là cuộc thi sắc đẹp lâu đời nhất còn tồn tại ở Việt Nam

Năm 2022, tại Việt Nam có tới 25 cuộc thi sắc đẹp được tổ chức. Trong số đó, Đài Phát thanh và Truyền hình Hà Nội cho rằng ba cuộc thi hoa hậu uy tín và có thương hiệu, được công chúng biết đến rộng rãi là Hoa hậu Việt Nam, Hoa hậu Hoàn vũ Việt Nam và Hoa hậu Thế giới Việt Nam.

### Tranh cãi
Trước kia, Việt Nam chỉ có khoảng 1-2 cuộc thi hoa hậu mỗi năm. Nhưng kể từ năm 2012, rất nhiều cuộc thi hoa hậu, hoa khôi khác có nội dung và hình thức tương tự cũng được cấp phép tổ chức ở Việt Nam (từ cấp quốc gia đến cấp tỉnh/thành phố) với rất nhiều người đạt danh hiệu "hoa hậu, hoa khôi, người đẹp"... khiến việc thi Hoa hậu tại Việt Nam trở nên "bát nháo, loạn danh hiệu" và giảm hẳn sức hút. Công chúng trở nên nhàm chán và "bội thực" vì có quá nhiều cuộc thi hoa hậu được tổ chức (Hoa hậu Thế giới Việt Nam, Hoa hậu Hoàn vũ Việt Nam, Hoa hậu Biển Việt Nam, Hoa hậu Đại Dương Việt Nam, Hoa hậu Bản sắc Việt Toàn cầu, Hoa hậu các dân tộc Việt Nam, Hoa hậu Trái Đất Việt Nam, Hoa hậu Du lịch Việt Nam, Hoa hậu Hòa bình Việt Nam...), đó là chưa kể hàng loạt các cuộc thi người đẹp cấp tỉnh/khu vực cũng ngày càng xuất hiện tràn lan.
Trước kia Việt Nam chỉ cho phép tổ chức tối đa 2 cuộc thi hoa hậu cấp quốc gia mỗi năm, nhưng Nghị định 144/2020 về biểu diễn nghệ thuật năm 2020 đã bãi bỏ quy định về giới hạn số lượng cuộc thi Hoa hậu. Việc buông lỏng quy định pháp luật đã dẫn tới tình trạng "bát nháo thi hoa hậu" khi mỗi năm có tới 5-6 cuộc thi hoa hậu cấp quốc gia được tổ chức, cuộc thi nào cũng tuyên bố mình là "cuộc thi sắc đẹp đại diện cho phụ nữ Việt Nam". Riêng trong năm 2022, đã có tới 25 cuộc thi sắc đẹp được tổ chức ở Việt Nam với đủ các tên gọi. Vì cấp phép tổ chức quá tràn lan nên dẫn tới tình trạng "loạn danh hiệu", "lạm phát hoa hậu", quá nhiều người đạt danh hiệu "hoa hậu, hoa khôi" đã khiến danh hiệu này bị "mất giá", ngày càng bị công chúng coi thường Việc tổ chức quá nhiều các cuộc thi Hoa hậu khiến công chúng chẳng còn nhớ nổi mặt mũi hoa hậu, đăng quang năm nào, ở cuộc thi nào, và cũng chẳng biết ai mới là hoa hậu đại diện cho phụ nữ Việt Nam
Cũng vì có quá nhiều cuộc thi được tổ chức nên tất yếu diễn ra tình trạng "thương mại hóa", mục đích thi hoa hậu bị biến tướng, trở nên phản văn hóa và phản giáo dục. Các cuộc thi hoa hậu đã không còn là sân chơi văn hóa như trước kia nữa mà đã biến tướng thành hoạt động giải trí mang tính trục lợi, chỉ cốt để ban tổ chức kiếm tiền. Có những cuộc thi hoa hậu còn dùng chiêu trò vô văn hóa, "truyền thông bẩn" như cố ý tạo scandal để công chúng chú ý đến cuộc thi. Các thí sinh thì bí mật "đấu đá" lẫn nhau, mua bán danh hiệu để lăng-xê tên tuổi hòng mưu lợi cá nhân. Các Hoa hậu sau cuộc thi hầu hết không có đóng góp gì cho xã hội, họ thường chỉ xuất hiện khi đi sự kiện quảng cáo kiếm tiền hoặc khi vướng phải những tai tiếng đời tư, rồi có những thông điệp lệch lạc kiểu "chỉ cần đẹp là sẽ có cuộc sống sung túc". Ngoài ra, việc một số thí sinh Á hậu, Hoa hậu bị phát hiện là gái bán dâm cao cấp đã khiến các cuộc thi hoa hậu chịu nhiều tai tiếng. Các cuộc thi hoa hậu giờ đây bị dư luận coi là nơi trá hình cho việc "tuyển gái gọi, vợ bé cho đại gia", khuyến khích phụ nữ ăn mặc hở hang để kiếm tìm danh lợi, gây tác hại cho việc giáo dục thanh niên chứ không có ích lợi gì cho xã hội
Đặc biệt, từ đầu năm 2021, Nghị định 144/2020 về biểu diễn nghệ thuật của Chính phủ đã bãi bỏ quy định quan trọng là "thí sinh thi hoa hậu phải có vẻ đẹp tự nhiên". Sự thay đổi này là một sai lầm nghiêm trọng, khiến cho những cuộc thi sắc đẹp "đã loạn lại càng thêm loạn", trước kia là "loạn danh hiệu", nay lại có cả "loạn giới tính thí sinh", "loạn nhan sắc thật - giả". Không còn quy định pháp luật kiểm soát, nhiều cuộc thi sắc đẹp tại Việt Nam đã cố ý buông lỏng tiêu chuẩn lựa chọn thí sinh (trước kia thí sinh phải có vẻ đẹp tự nhiên mới được thi hoa hậu, nhưng hiện nay thì xuất hiện ngày càng nhiều cuộc thi cho phép thí sinh đã phẫu thuật thẩm mỹ, thậm chí cả người chuyển giới cũng được tham gia), khiến các cuộc thi này mất hoàn toàn sự trung thực và tính công bằng. Bản chất thi hoa hậu ở Việt Nam bị biến tướng nghiêm trọng, trở thành nơi đua tranh của công nghệ phẫu thuật thẩm mỹ, của "ngoại hình nhân tạo, sắc đẹp dối trá" chứ không còn là thi vẻ đẹp tự nhiên đích thực nữa. Thời của những cuộc thi hoa hậu đích thực, "nơi tôn vinh vẻ đẹp tự nhiên của phụ nữ Việt Nam" đã không còn nữa, thay vào đó là những màn trình diễn "sắc đẹp dao kéo" được tạo ra bởi công nghệ thẩm mỹ. Hệ lụy là sự suy đồi nghiêm trọng về văn hóa và quan niệm thẩm mỹ: vẻ đẹp tự nhiên của phụ nữ Việt Nam ngày càng bị coi thường, trong khi nhan sắc giả tạo thì ngày càng được cổ súy và lạm dụng. Các cuộc thi hoa hậu ngày càng trở nên phản văn hóa, ngày càng giả dối và bất bình đẳng: Thí sinh có thể phẫu thuật thẩm mỹ từ làn da, khuôn mặt, vóc dáng cho tới cả chuyển đổi giới tính… mà vẫn được phép thi hoa hậu, vẫn được dùng "sắc đẹp dối trá" để lừa bịp khán giả. Danh xưng "Hoa hậu", một thời được coi là "đại diện cho vẻ đẹp tự nhiên của phụ nữ Việt Nam", thì nay đã biến tướng thành "sản phẩm của công nghệ làm giả nhan sắc", bị công chúng dè bỉu. Một hệ lụy phản giáo dục đau lòng khác là sự cổ xúy nhiều thiếu nữ đua nhau đi phẫu thuật thẩm mỹ để tham gia thi hoa hậu, không còn biết trân trọng ngoại hình do cha mẹ sinh thành. Quy định pháp luật sai lầm, quản lý văn hóa yếu kém chính là nguyên nhân khiến các cuộc thi hoa hậu ở Việt Nam lâm vào tình trạng "loạn nhan sắc thật - giả, loạn giới tính thí sinh" diễn ra nghiêm trọng như hiện nay

## Hiện nay

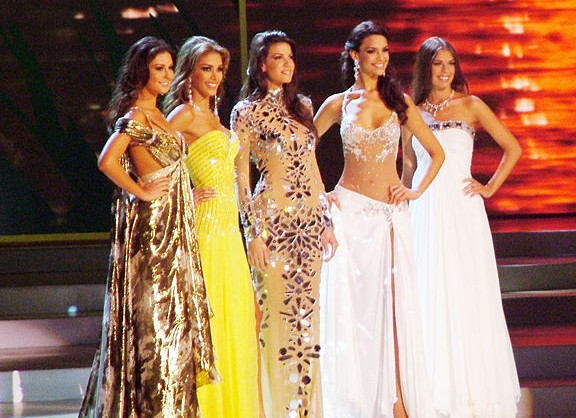
Cuộc thi Hoa hậu Hoàn vũ năm 2008

### Bắc Mỹ, châu Âu và Đông Á
Các tổ chức đấu tranh vì quyền bình đẳng phụ nữ trên thế giới cũng phê phán các cuộc thi sắc đẹp, nơi mà người khác có quyền được buông ra những lời nhận xét (dù vô tình hay cố tình) có thể làm tổn thương đến phụ nữ. Năm 1970, khi cuộc thi Hoa hậu Thế giới được tổ chức tại Anh, nhiều tổ chức bảo vệ nữ quyền đã tổ chức biểu tình, giơ những biểu ngữ như "Phụ nữ cũng là con người", "Chấm dứt trưng bày cơ thể phụ nữ"... khiến các kênh truyền hình Anh phải từ chối phát sóng cuộc thi. Trong cuộc thi Hoa hậu Ukraine 2017, một nhóm ủng hộ nữ quyền đã lao lên sân khấu để phản đối vì cho rằng các cuộc thi hoa hậu đã biến người phụ nữ thành vật trưng bày, hạ thấp phẩm giá người phụ nữ. Các cuộc thi hoa hậu đang ngày càng bị công chúng xem thường vì đã bị thương mại hóa, những "ông bầu" tổ chức thi hoa hậu chỉ để bán danh hiệu thu tiền, hoặc "tuyển đào cho đại gia", nhiều thí sinh tham dự đã bị xúc phạm phẩm giá nặng nề. Hoa hậu Thế giới 2015, Mireia Lalaguna, khi trở về Tây Ban Nha sau đăng quang đã chẳng có khán giả nào đến sân bay để chào đón. Tại Hoa Kỳ, số người xem tivi tường thuật các cuộc thi Hoa hậu đã giảm mạnh, năm 2006 chỉ còn bằng 1/3 so với năm 1980.
Tại Mỹ và châu Âu, công chúng tại những nước này đã không còn quan tâm đến các cuộc thi nhan sắc. Hoa hậu Hoàn vũ từng đạt rating 7,7 triệu người xem tại Mỹ năm 2014, nhưng đến năm 2019 đã sụt xuống 3,8 triệu và đến năm 2021, rating chỉ còn 2,7 triệu người xem. Hoa hậu Thế giới ngày nay đã không còn được truyền hình trực tiếp tại Anh, đất nước khai sinh ra cuộc thi. Trong một bài khảo sát đăng tải trên The Guardian, nhiều người Anh còn không biết đến sự tồn tại của cuộc thi này.
Tại Trung Quốc, cuối thập niên 1990 là giai đoạn các cuộc thi hoa hậu bùng nổ, việc xem thi hoa hậu cũng là niềm đam mê của nhiều khán giả. Tuy nhiên hiện tại, các cuộc thi nhan sắc phải xếp sau các sự kiện âm nhạc, điện ảnh, thông tin giải trí… Hoa hậu Hồng Kông từng là một cuộc thi nhan sắc có tiếng tại châu Á trong thập niên 1990, tuy nhiên hiện nay chất lượng thí sinh đã giảm sút nghiêm trọng. Trương Chí An - giáo sư tại khoa Báo chí, Đại học Phúc Đán đã tuyên bố: “Hoa hậu ngày nay vừa đăng quang đã hết thời”. Những năm trở lại đây, những cô gái Trung Quốc xinh đẹp, tài năng đã không còn mặn mà với các đấu trường nhan sắc
Ở Hàn Quốc, chuyên gia vũ đạo Lee Myeong Seok - người nhiều năm là tổng đạo diễn đêm chung kết các cuộc thi hoa hậu - cho biết vài năm gần đây, các cuộc thi người đẹp ở Hàn Quốc ngày một suy giảm, chẳng mấy ai nhớ được tên 2 hoa hậu Hàn Quốc đăng quang gần nhất. Nguyên nhân vì nhiều cuộc thi vướng bê bối mua giải, thí sinh ăn mặc phản cảm. Một phần nguyên nhân khác là quan niệm văn hóa của công chúng đã nâng lên, họ nhận ra các cuộc thi người đẹp chỉ là một hình thức kinh doanh lợi dụng thân thể, nhan sắc của người phụ nữ chứ không mang ý nghĩa tốt đẹp gì.

### Pháp
Dù Pháp là một quốc gia thuộc châu Âu, nhưng cuộc thi Hoa hậu Pháp vẫn là một trong những sự kiện giành được sự quan tâm bậc nhất tại đây. Lượng khán giả theo dõi đạt đỉnh vào năm 2021 với số lượng người xem trực tiếp là 10,4 triệu. Giải thích cho sự thành công này, theo giáo sư đại học Paris III François Jost, điều đó nằm ở xuất thân của những cô hoa hậu. Họ thường đến từ những vùng tỉnh lẻ, gia cảnh khiêm tốn, không phải diễn viên, người nổi tiếng hay quý tộc. Ở họ toát lên sự chân thực, mộc mạc và năng lượng tích cực mà người dân tìm kiếm. Từ đó truyền đi một thông điệp ý nghĩa với nhiều người Pháp: Sinh ra mà không ngậm thìa bạc? Chẳng sao hết, bạn vẫn có có thể tỏa sáng.
Tuy vậy, cuộc thi cũng vấp phải nhiều làn sóng phản đối khác nhau. Mỗi khi Hoa hậu Pháp kết thúc, báo chí lớn của Pháp tràn ngập hình ảnh ca ngợi cuộc thi. Họ đăng tải bộ sưu tập hình ảnh những thí sinh mặc áo tắm, nụ cười rạng rỡ. Và mọi người có thể truy cập, xem thông tin của các thí sinh cũng như bình phẩm về họ. Hành động này bị chỉ trích là “vật thể hóa” (objectification) phụ nữ, tức là coi nhẹ cơ thể phụ nữ và đối xử với họ như một loại hàng hóa có thể trao đổi. Vật thể hóa phụ nữ đồng thời làm gia tăng tình trạng bạo hành và quấy rối tình dục. Nhóm phản đối cũng tin rằng những nguyên tắc trong cuộc thi có phần lạc hậu và cản trở phong trào giải phóng nữ quyền, bởi các thí sinh vừa phải phục vụ mục đích kinh tế, vừa phải tuân thủ nhiều “quy tắc thân thể”.
Người đứng sau các cuộc thi cũng nhận ra những phản đối ngày một tăng. Vì vậy họ cũng thực hiện nhiều biện pháp để cải tiến cuộc thi cho hợp với xu thế hơn. Năm 2013, Pháp cấm các cuộc thi dành cho người dưới 16 tuổi vì lo ngại sẽ thúc đẩy hành vi khiêu dâm ở tuổi vị thành niên. Đến năm 2015, lần đầu tiên ban tổ chức tổ chức thêm vòng thi trả lời câu hỏi trắc nghiệm về kiến thức tổng quát xoay quanh chủ đề chính trị, văn học hay lịch sử. Động thái này nhằm bác bỏ các cáo buộc cho rằng thí sinh chỉ có vẻ đẹp nhưng không có trí tuệ. Ba năm sau, tại cuộc thi Hoa hậu Pháp 2018, trưởng ban tổ chức Sylvie Tellier thông báo cuộc thi được tổ chức để tôn vinh một chiến dịch chống bạo hành phụ nữ.

### Nam Mỹ và Đông Nam Á
Trên thế giới đầu thế kỷ 21, chỉ còn một số nước chậm phát triển nhưng "cuồng" hoa hậu tại Nam Mỹ và Đông Nam Á như Venezuela, Philippines, Colombia, Việt Nam... là tích cực tổ chức thi hoa hậu nhằm thỏa mãn tâm lý thích dùng sắc đẹp để kiếm danh tiếng hoặc lấy chồng đại gia nhằm đổi đời. Còn ở các nước phát triển, những cuộc thi Hoa hậu chẳng còn được khán giả thế giới chú ý nhiều, đặc biệt là tại các nước phát triển như châu Âu, Bắc Mỹ, Hàn Quốc, Nhật Bản... Khi hiểu biết về quyền phụ nữ được nâng cao, người dân các nước này đã nhận ra rằng thi Hoa hậu thực chất là việc hạ thấp phẩm giá phụ nữ, vì các cuộc thi này xem cơ thể phụ nữ giống như vật trưng bày di động để chấm điểm, buộc phụ nữ phải mặc áo tắm trình diễn hở hang chỉ để mọi người bình phẩm, kiếm lợi cho ban tổ chức. Một xã hội văn minh thì sẽ không chấp nhận việc cơ thể người khác (dù xấu hay đẹp) bị đem ra bình phẩm một cách công khai; và một người phụ nữ giàu lòng tự trọng cũng sẽ không dùng cơ thể mình làm vật trưng bày để người khác chấm điểm. Do vậy, những người đẹp ở các nước phát triển không còn muốn thi Hoa hậu nữa, danh hiệu Hoa hậu tại các nước này chỉ còn là "hữu danh vô thực", chẳng có mấy ai quan tâm hoặc nhớ đến những người từng đoạt giải